# Klaus Seehafer
Klaus Seehafer (* 17. April 1947 in Alsfeld, Hessen; † 23. Mai 2016 in Bitterfeld, Sachsen-Anhalt) war ein deutscher Autor und Herausgeber zahlreicher Werke der Belletristik.

## Leben
Klaus Seehafer wuchs in der Eifel und in Bayern auf. Nach einer Ausbildung zum Buchhändler absolvierte er ein Studium als Diplom-Bibliothekar in Stuttgart. Von 1976 bis 2005 war er Leiter der Stadtbibliothek und des Kommunalen Kinos in Diepholz (Niedersachsen). Seit 2005 lebte und arbeitete er als freier Schriftsteller in Bitterfeld (Sachsen-Anhalt). Er war mit der früheren Kinderdarstellerin Carmen Sarge verheiratet.
Seehafer schrieb für die Frankfurter Allgemeine Zeitung, die Stuttgarter Zeitung, Die Zeit und die Mitteldeutsche Zeitung und begann seit 1976 mit der Herausgabe von Kinder- und Jugendbüchern und der Mitarbeit im Kinderfunk. Seit den 1980er Jahren erschienen zahlreiche literarische Anthologien von ihm. Mit seiner Biografie Johann Wolfgang Goethe – Mein Leben ein einzig Abenteuer (1998) gelang ihm sein größter Erfolg. Andere Bücher über Goethe folgten. Seehafer hat sich auch als Lyriker (Erfundene Geheimnisse, 2005) und Romancier (Casanovas späte Liebe, 2009) hervorgetan. 2007 erhielt er ein Stipendium für den Künstlerhof Schreyahn. Er war Mitglied im Verband Deutscher Schriftsteller und der Goethe-Gesellschaft.

## Werke (Auswahl)
- Der Dümmer See in Farbe. Ein Reiseführer für Naturfreunde. Stuttgart 1980
- Geschichten aus Angst. Gedichte, Erzählungen. Stuttgart 1982
- Sieben Tiere zum Himmel. Märchen. Mit Bildern von Christiane Lesch. Düsseldorf 1986; ISBN 3-491-79258-4
- Seit mehr als hundert Jahren. Geschichte und Vorgeschichte der AOK Diepholz. (Hrsg.: AOK Diepholz), Diepholz 1987
- Wer war das wohl? Das ist doch gleich ... Rate-Portraits großer Persönlichkeiten. München 1991
- Johann Wolfgang Goethe – mein Leben ein einzig Abenteuer. Biografie.  Berlin 2000
- Goethe für Eilige. Berlin 2002
- Erfundene Geheimnisse. Gedichte 1975 – 2005. Mit Bildern von Carola Ludewig. Vechta-Langförden 2005, 115 S.; ISBN 3-937844-85-6
- Unterm Schlossturm und umzu. Diepholzer Geschichten und Berichte, Ansprachen und Fürsprachen. Diepholz 2005, 215 S.; ISBN 3-89728-061-2
- Dann sehn wir uns in Bitterfeld. Tagebuch eines Jahres. Mitteldeutscher Verlag, Halle/S. 2009, ISBN 3-89812-664-1.
- Casanovas späte Liebe. Bookspot Verlag, 2009, ISBN 978-3-937357-36-2
- Magister Tinius. Lebensbild eines Verbrechers aus Büchergier. VAT Verlag André Thiele 2013. ISBN 978-3-940884-81-7
- Schuberg, Angelika; Seehafer, Klaus Heute kommt das Baby heim. Ellermann-Spiel-Bilderbuch  Ellermann, München, 1983, ISBN 3-7707-2017-2

- als Herausgeber: zahlr. Werke (Anthologien)
- Vorträge über Goethe, Tucholsky, niedersächsische Klassiker, Heiteres und Besinnliches aus dem Erzgebirge ...
- 13 Beiträge für den Rundfunk (1980–1995; Radio Bremen II, WDR, NDR 1, BR)